# 충칭 텔레비전
충칭 텔레비전(重庆电视台)은 중화인민공화국 충칭 시의 지역 방송국 "충칭 방송 그룹(重庆广播电视集团)"에 속해있는 텔레비전 방송국이다. 약자는 CTV이다. 1981년에 방송을 시작하였다.
1998년 11월에 대한민국의 경인방송(당시 인천방송)과 우호 교류협정을 체결한 적이 있다.

## 방송 채널
- 충칭위성텔레비전(重庆卫视)
- 충칭 드라마 채널 (重庆影视)
- 충칭 뉴스 채널 (重庆新闻)
- 충칭 교육 채널 (重庆科教)
- 충칭 시내 채널 (重庆都市)
- 충칭 엔터테인먼트 채널 (重庆娱乐)
- 충칭 패션 채널 (重庆时尚)
- 충칭 생활 채널 (重庆生活)
- 충칭 어린이 채널 (重庆少儿)
- 충칭 공공 채널 (重庆公共农村)
- 충칭 국제 채널 (重庆国际)
- 중국 자동차 채널 (China Auto Channel, 中国汽摩)
- 신 금융 채널 (New Economy Channel, 新财经)
- 참 패션 채널 (Charm Fashion Channel, 魅力时装)
- 모바일 채널 (重庆移动)

## 같이 보기
- 충칭 방송 그룹
  - 충칭인민방송
  - 충칭경제방송